# Kastro Agiou Vasiliou
Kastro Agiou Vasiliou (griechisch Κάστρο Αγίου Βασιλείου = Burg von Agios Vasilios) ist die Ruine einer fränkischen Felsenburg in der Korinthia in Griechenland. Sie liegt etwa 500 m südlich des Ortes Agios Vasilios auf einem 550 m hohen Felsen nordwestlich unterhalb des Berges Dafnias.

## Geschichte
Eine Höhle westlich unterhalb der Burg war schon in prähistorischer Zeit besiedelt, wie Tonscherben und Obsidian-Funde in der Höhle und in der darunterliegenden Chouni-Schlucht belegen. Am höchsten Punkt gab es zur Mykenischen Zeit eine Befestigung. Diese schützte vermutlich die Straße, die von Mykene über das Arachneo-Gebirge und schließlich durch die Schlucht nach Zygouries führte.
Die mittelalterliche Burg wurde zwischen der Eroberung durch die Franken während des Vierten Kreuzzugs, die 1205 stattfand, und 1250 erbaut. Im 14. Jahrhundert war die Familie Acciaiuoli im Besitz der Burg, wie eine Einnahmenliste von Niccolò Acciaiuoli aus dem Jahre 1365 beweist. Nach einer Restaurierung hatte sie sich zu einem der wichtigsten Zentren der Korinthia entwickelt. 1377 erscheint sie in der Liste der neun Burgen der Kastellanei von Korinth.
1395 erbte Carlo I. Tocco, der Despot von Epirus, die Burg und trat sie an Theodor I. Palaiologos ab. Als die Osmanen gegen Theodor I. vorrückten, sah er nur eine Möglichkeit das Land vor ihrem Zugriff zu schützen: Er verkaufte es an den Malteserorden auf Rhodos. So kam Kastro Agiou Vasiliou in den Besitz des Ritterordens. Doch schon 1404, als die Gefahr gebannt war, kaufte er es wieder zurück.
1458 eroberte Sultan Mehmed II. die Korinthia und die Burg Kastro Agiou Vasiliou. 1463 fiel der Venezianer Bartoldo II. d’Este in der Korinthia ein und besetzte die Burg. Er konnte jedoch noch im selben Jahr wieder vertrieben werden. In den Jahren 1467, 1469 und 1471 wurde die Burg gebrandschatzt.
Im April 1941 flüchteten die Einwohner vor der Wehrmacht und versteckten sich in der Höhle unterhalb der Burg.

## Beschreibung
Die Burg liegt auf einem Felsrücken, der von Süden nach Norden von etwa 550 m auf 480 m abfällt. Sie hat eine Nord-Süd-Ausdehnung von 225 m, von West nach Ost von 130 m und eine Fläche von etwa 1,7 ha. Da das Gelände im Norden und Westen steil abfällt, war die Burg nur im Süden und Osten durch eine Mauer befestigt. Die östliche Mauer war durch vier Türme verstärkt, die südliche durch zwei. Der Haupteingang lag im Süden auf dem höchsten Punkt. Hier gab es auch einen kleinen, dreieckigen Bereich von etwa 250 m², der durch eine Mauer von der Burg getrennt war.
Im Innern gibt es heute zahlreiche Häuserruinen. Die Burg wurde von einer Quelle, die etwa 1,5 km südöstlich auf der anderen Seite des Dafnias bei der Kirche Agia Triada Stefanoi liegt, mit Wasser versorgt. In den 1980er Jahren entdeckte man bei dem Bau der Straße 300 m östlich der Burg eine Wasserleitung aus Terrakottaröhren mit einem Durchmesser von 15 cm.